# Maria Timofeeva
Maria Glebovna Timofeeva (nascida em 18 de novembro de 2003) é uma tenista profissional russa.
Timofeeva tem as melhores classificações no ranking da WTA de sua carreira, ficando em 122º lugar em simples e 179º em duplas. Ela ganhou um título de simples no WTA Tour, juntamente com seis títulos de simples e seis títulos de duplas no Circuito Feminino da ITF.

## Carreira

### 2017–2021
Em 2017, ela venceu o "Petits As U14 championship" em Tarbes, França. Em julho de 2021, ela ganhou a chave de duplas da President's Cup de US$ 60 mil em Nur-Sultan, Cazaquistão, ao lado de Alina Charaeva [en].

### 2023–24: WTA, estreia no Major e quarta rodada, top 100
Timofeeva ganhou seu primeiro título do WTA Tour em sua estreia no Budapest Grand Prix em julho de 2023, derrotando Kateryna Baindl em três sets na final. Ela se tornou a quarta "lucky loser" na história da WTA a ganhar um título de simples e a nona jogadora a ganhar um título em sua estreia na turnê; ela foi a segunda a fazer as duas coisas simultâneamente, depois de Olga Danilović na Moscow River Cup [en] de 2018. Como resultado, ela alcançou o top 125 do ranking em 11 de setembro de 2023.
Ranqueada em 170º lugar, ela passou pela qualificatória do Australian Open de 2024, vencendo Darya Astakhova [en] e Astra Sharma em sets diretos e Priscilla Hon [en] em jogo de três sets, fazendo sua estreia na chave principal do Grand Slam. Na chave principal, ela derrotou a "wild card" Alize Cornet em sets diretos na primeira rodada, a ex-campeã do Australian Open Caroline Wozniacki de virada em jogo de três sets na segunda e surpreendeu a décima "cabeça de chave" Beatriz Haddad Maia em sets diretos na terceira obtendo sua primeira vitória sobre uma jogadora Top 20. Com isso, avançou para sua primeira quarta rodada em sua estreia no Major. Na quarta rodada no entanto, foi derrotada por Marta Kostyuk em sets diretos. Já no Aberto da França, perdeu na primeira rodada para Wang Yafan em sets diretos.

## Vida pessoal
No US Open de 2023, Timofeeva iniciou um canal de vlogs no YouTube, o "Kiss My Ace", ao lado da amiga e tenista Ekaterina Kazionova [en], inspirado no vlog de Daria Kasatkina.

## Quadros de linha de tempo
| V | F | SF | QF | #R | RR | Q# | NQ | NP | NO |

 •  (V) vencedor; (F) finalista; (SF) semifinalista; (QF) quartas de final; (#R) rodada 4, 3, 2, 1; (RR) round-robin; (Q#) rodada qualificatória;  (NQ) não qualificado; (NP) não participou;  (NO) não ocorreu; (TS) taxa de sucesso (eventos vencidos / participados); (V–P) jogos vencidos-perdidos.
 •  Para evitar confusões e contagem em duplicidade, esses quadros são atualizados após a conclusão de um torneio ou quando a participação de um jogador termina.

### Simples
| Torneio           | 2023 | 2024 | V–P |
| ----------------- | ---- | ---- | --- |
| Australian Open   | NP   | 4R   | 0–0 |
| Aberto da França  | Q3   |      | 0–0 |
| Wimbledon         | Q1   |      | 0–0 |
| US Open           | Q1   |      | 0–0 |
| Vencidos-Perdidos | 0–0  |      | 0–0 |

## Finais da WTA

### Simples: 1 (1 título)
| Legenda       |
| ------------- |
| Grand Slam    |
| WTA 1000      |
| WTA 500       |
| WTA 250 (1–0) |

| Finais por piso |
| --------------- |
| Duro (0–0)      |
| Saibro (1–0)    |
| Grama (0–0)     |
| Carpete (0–0)   |

| Status | V–D | Data     | Torneio                      | Nível   | Piso   | Oponente        | Placar        |
| ------ | --- | -------- | ---------------------------- | ------- | ------ | --------------- | ------------- |
| Venceu | 1–0 | Jul 2023 | Budapest Grand Prix, Hungria | WTA 250 | Saibro | Kateryna Baindl | 6–3, 3–6, 6–0 |

## Finais do Circuito ITF

### Simples: 9 (5 títulos, 4 vices)
| Legenda                      |
| ---------------------------- |
| Torneios de US$ 40.000       |
| Torneios de US$ 25.000 (0–2) |
| Torneios de US$ 15.000 (3–0) |

| Status | V–D | Data     | Torneio                      | Nível  | Piso     | Oponente                  | Placar        |
| ------ | --- | -------- | ---------------------------- | ------ | -------- | ------------------------- | ------------- |
| Venceu | 1–0 | Sep 2019 | ITF Antalya, Turquia         | 15,000 | Hard     | Svenja Ochsner            | 7–6(7–3), 7–5 |
| Venceu | 2–0 | Fev 2020 | ITF Monastir, Tunísia        | 15.000 | Duro     | Karin Kennel              | 7–5, 6–4      |
| Perdeu | 2–1 | Fev 2020 | ITF Monastir, Tunísia        | 15.000 | Duro     | Ilona Georgiana Ghioroaie | 5–7, 1–6      |
| Venceu | 3–1 | Abr 2021 | ITF Cairo, Egitot            | 15.000 | Saibro   | Sandra Samir              | 6–3, 6–3      |
| Perdeu | 3–2 | Jun 2022 | ITF Ra'anana, Israel         | 25.000 | Duro     | Polina Kudermetova        | 6–4, 4–6, 5–7 |
| Venceu | 4–2 | Jun 2022 | ITF Ra'anana, Israel         | 25.000 | Duro     | Valeria Savinykh          | 6–1, 6–2      |
| Venceu | 5–2 | Jan 2023 | ITF Monastir, Tunísia        | 40.000 | Duro     | Sakura Hosogi             | 7–5, 6–4      |
| Perdeu | 5–3 | Abr 2023 | ITF Murska Sobota, Eslovênia | 40.000 | Duro (i) | Magali Kempen             | 5–7, 5–7      |
| Perdeu | 5–4 | Abr 2023 | ITF Sharm El Sheik, Egito    | 25.000 | Duro (i) | Tímea Babos               | 4–6, 1–6      |

### Duplas: 14 (6 títulos, 8 vices)
| Legenda                      |
| ---------------------------- |
| Torneios de US$ 60.000 (1–4) |
| Torneios de US$ 25.000 (3–4) |
| Torneios de US$ 15.000 (2–0) |

| Status | V–D | Data     | Torneio                                 | Nível  | Piso     | Parceira           | Oponentes                                    | Placar              |
| ------ | --- | -------- | --------------------------------------- | ------ | -------- | ------------------ | -------------------------------------------- | ------------------- |
| Venceu | 1–0 | Fev 2021 | ITF Monastir, Tunísia                   | 15.000 | Duro     | Linda Fruhvirtová  | Nina Radovanovic Sopiko Tsitskishvili        | 6–1, 6–2            |
| Venceu | 2–0 | Abr 2021 | ITF Cairo, Egito                        | 15.000 | Saibro   | Elina Avanesyan    | Isabelle Haverlag Marel Hoedt                | 1–6, 6–4, [10–8]    |
| Venceu | 3–0 | Jul 2021 | President's Cup, Cazaquistão            | 60.000 | Duro     | Alina Charaeva     | Evgeniya Levashova Laura Pigossi             | 7–6(5), 2–6, [10–6] |
| Perdeu | 3–1 | Ago 2021 | Verbier Open, Suíça                     | 25.000 | Duro     | Diāna Marcinkēviča | Erika Andreeva Ekaterina Makarova            | 6–7(2), 1–6         |
| Perdeu | 3–2 | Jan 2022 | ITF Monastir, Tunísia                   | 25.000 | Duro     | Anna Kubareva      | Eudice Chong Han Na-lae                      | 5–7, 3–6            |
| Perdeu | 3–3 | Fev 2022 | Nur-Sultan Challenger [en], Cazaquistão | 60.000 | Duro (i) | Anna Sisková       | Linda Nosková Ekaterina Makarova             | 2–6, 3–6            |
| Perdeu | 3–4 | Fev 2022 | ITF Nur-Sultan, Cazaquistão             | 25.000 | Duro (i) | Anna Sisková       | Kamilla Bartone Ekaterina Makarova           | 6–1, 5–7, [8–10]    |
| Perdeu | 3–5 | Mar 2022 | ITF Antalya, Turkey                     | 25.000 | Saibro   | Amina Anshba       | Diana Shnaider Amarissa Kiara Tóth           | 4–6, 2–6            |
| Venceu | 4–5 | Abr 2022 | ITF Chiang Rai, Thailand                | 25.000 | Duro     | Gozal Ainitdinova  | Momoko Kobori Luksika Kumkhum                | 2–6, 7–5, [10–4]    |
| Perdeu | 4–6 | Jun 2022 | Open de Biarritz, França                | 60.000 | Saibro   | María Carlé        | Anna Danilina Valeriya Strakhova             | 6–2, 3–6, [12–14]   |
| Venceu | 5–6 | Jun 2022 | ITF Ra'anana, Israel                    | 25.000 | Duro     | Sofya Lansere      | Elena-Teodora Cadar Fanny Stollár            | 6–3, 7–6(5)         |
| Venceu | 6–6 | Jul 2022 | ITF Aschaffenburg, Alemanha             | 25.000 | Saibro   | Irina Khromacheva  | Karolína Kubáňová Ivana Šebestová            | 6–2, 5–7, [10–3]    |
| Perdeu | 6–7 | Nov 2022 | Meitar Open [en], Israel                | 60.000 | Duro     | Anna Kubareva      | Valentini Grammatikopoulou Ekaterina Yashina | 3–6, 5–7            |
| Perdeu | 6–8 | Fev 2023 | Open de l'Isère [en], França            | 60.000 | Duro (i) | Sofya Lansere      | Freya Christie Ali Collins                   | 4–6, 3–6            |